# کوئین الیزابت ۲
کوئین الیزابت ۲ (به انگلیسی: Queen Elizabeth 2) یک کشتی است که طول آن ۹۶۳ فوت (۲۹۳٫۵ متر) و ارتفاع آن ۱۷۱ فوت (۵۲٫۱ متر) می‌باشد. این کشتی در سال ۱۹۶۷ ساخته شد.